# Yapraklı
Yapraklı là một huyện thuộc tỉnh Çankırı, Thổ Nhĩ Kỳ. Huyện có diện tích 719 km² và dân số thời điểm năm 2007 là 10813 người, mật độ 15 người/km².